# 高峰顕日
高峰顕日（こうほう けんにち、仁治2年（1241年）- 正和5年10月20日（1316年11月5日））は、鎌倉時代後期の臨済宗の僧。後嵯峨天皇の第二皇子。諱は顕日。字は高峰。密道と号した。諡号は仏国禅師・仏国応供広済国師。

## 略歴
仁治2年（1241年）後嵯峨天皇の皇子として城西の離宮に生まれる。
康元元年（1256年）、円爾に従って出家し、その後、来朝僧の兀庵普寧に師事した。下野国那須の教寺に韜晦したが、多くの禅徒が参集したので、禅寺にあらため、雲巌寺の開山になった。弘安2年（1279年）無学祖元が来朝するや、かねて懇意であった上野国世良田の長楽寺の一翁院豪の紹介で無学祖元と対面し、無学に師事してその法を継いだ。正安元年（1299年）元から来朝した一山一寧にも参ずる。その令名は天下に聞こえ、会下にはつねに門人が雲集し、南浦紹明とともに天下の二甘露門と称された。鎌倉幕府執権北条貞時・高時父子の帰依を受け、万寿寺・浄妙寺・浄智寺・建長寺の住持を歴任している。正和5年10月20日寂。世寿76歳。雲巌寺正宗庵と浄智寺正統庵に塔す。仏国禅師・応供広済国師と勅諡された。門下には夢窓疎石・天岸慧広・太平妙準などの俊才を輩出し、関東における禅林の主流を形成した。